# Love Shine a Light
A Love Shine a Light (magyarul: Fényt gyújt a szeretet) című dal volt az 1997-es Eurovíziós Dalfesztivál győztes dala, amelyet a brit Katrina and the Waves adott elő angol nyelven.

## Az Eurovíziós Dalfesztivál
A dal a március 9-én rendezett brit nemzeti döntőn nyerte el az indulás jogát.
A dal egy közepes tempójú, stílusa és szövege alapján is himnikus ballada a szeretet erejéről.
A május 3-án rendezett döntőben a fellépési sorrendben huszonnegyedikként adták elő, a horvát E.N.I. Probudi me című dala után, és az izlandi Paul Oscar Minn hinsti dans című dala előtt. A szavazás során akkor rekordnak számító kétszázhuszonhét pontot szerzett, mely az első helyet érte a huszonöt fős mezőnyben. Ez volt az Egyesült Királyság ötödik, és eddig utolsó győzelme.
A következő brit induló Imaani Where Are You? című dala volt az 1998-as Eurovíziós Dalfesztiválon.
A következő győztes az izraeli Dana International Diva című dala volt.

## Slágerlistás helyezések
| Slágerlisták (1997) | Lh.* |
| ------------------- | ---- |
| Ausztria            | 2    |
| Belgium Flandria    | 6    |
| Belgium Vallónia    | 28   |
| Egyesült Királyság  | 3    |
| Hollandia           | 6    |
| Norvégia            | 2    |
| Svájc               | 26   |
| Svédország          | 5    |

*Lh. = Legjobb helyezés.

## Külső hivatkozások
- Dalszöveg
- YouTube videó: A Love Shine a Light című dal előadása a dublini döntőben